# أبيلا دينجر
أبيلا دينجر (بالإنجليزية: Abella Danger)، هي ممثلة إباحية وعارضة أمريكية، من مواليد 19 نوفمبر 1995 بميامي (ولاية فلوريدا الأمريكية).

## الحياة الشخصية
تنحدر من أسرة يهودية ذات أصول أوكرانية. تلقت تعليما تقليديا في إحدى المدارس الدينية اليهودية، بالإضافة إلى دراستها في الرقص الكلاسيكي. اختارت أبيلا اسمها مستلهمًا من الكلمة الإيطالية "بيلا" (Bella) التي تعني "جميلة".

## السيرة المهنية
بدأت أبيلا مسيرتها في صناعة الأفلام الإباحية في يوليو 2014 مع استوديو بانغ بروس، ثم انتقلت من ميامي إلى لوس أنجلوس حيث مثلت في ثمانية أفلام أخرى. في يوليو 2016، تم اختيارها كأفضل ممثلة شهريا من قِبل موقع Twistys.com. تلقت دعوة لحضور معرض AVN للبالغين، وتوسعت شهرتها إلى ما هو أبعد من الإعلام الإباحي، حيث ذُكرت في يومية إلايت وإنترناشيونال بيزنس تايمز كأحد الممثلين غير العاديين.

## حياتها الخاصة
تعتبر أبيلا أيقونة وخلفية لميامي، قياساتها الخاصة هي 34C-27-39

## الجوائز والترشيحات

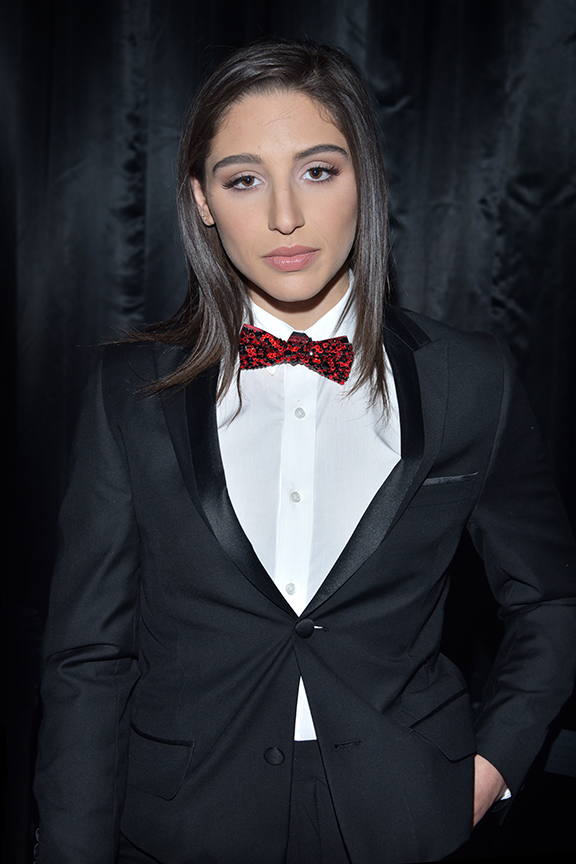
أبيلا ديجر خلال حفل توزيع جوائز AVN في لاس فيغاس في يناير 2017.

### جوائز مجلة AVN
| السنة | النتيجة | الجائزة                       | الفيلم                 |
| ----- | ------- | ----------------------------- | ---------------------- |
| 2016  | فوز     | أفضل ممثلة جديدة              | —                      |
| 2016  | رُشِّح     | أفضل فيلم بمنظور الشخص الأول  | Manuel's Fucking POV 4 |
| 2016  | رُشِّح     | أفضل فيلم بثلاث أبطال         | Big Round Asses        |
| 2016  | رُشِّح     | أفضل فيلم بثلاث أبطال         | Oil Overload 13        |
| 2016  | فوز     | جائزة الجمهور لأفضل واعد جديد | —                      |
| 2017  | فوز     | أفضل ممثلة عارضة              | Abella                 |
| 2017  | فوز     | أفضل فيلم جماع ثنائي مزدوج    | Abella                 |
| 2017  | فوز     | أفضل فيلم واقع افتراضي        | Angel 'n Danger        |

### جوائز مجلة XBIZ
| السنة | النتيجة | الجائزة          |
| ----- | ------- | ---------------- |
| 2016  | فوز     | أفضل ممثلة جديدة |
| 2018  | فوز     | أفضل فيلم GONZO  |
| 2018  | فوز     | أفضل فيلم COMEDY |

### جائزة اكس روكو
| السنة | النتيجة | الجائزة          |
| ----- | ------- | ---------------- |
| 2016  | فوز     | أفضل ممثلة جديدة |

### جوائز مجلة نايت موفز
| السنة | النتيجة | الجائزة    |
| ----- | ------- | ---------- |
| 2016  | فوز     | أفضل ممثلة |
| 2017  | فوز     | أفضل ممثلة |

## روابط خارجية
- أبيلا دينجر على موقع IMDb (الإنجليزية)
- أبيلا دينجر على موقع ميوزك برينز (الإنجليزية)
- أبيلا دينجر على موقع قاعدة بيانات الفيلم (الإنجليزية)
- أبيلا دينجر على موقع كينوبويسك (الروسية)
- أبيلا دينجر على قاعدة بيانات الأفلام الإباحية على الإنترنت
- أبيلا دينجر على قاعدة بيانات أفلام البالغين